# Slightly Scarlet (película de 1956)
Lightly Scarlet (Ligeramente Escarlata) es una película de cine negro de 1956 filmada en Technicolor, basada en la novela de James M. Cain Love's Lovely Counterfeit. Fue dirigida por Allan Dwan, y su cinematografía estuvo a cargo de John Alton.
La película narra la historia de Ben Grace (John Payne), un hombre que trabaja para un importante delincuente metropolitano, Solly Caspar (Ted de Corsia), y su implicación con dos hermanas (Rhonda Fleming y Arlene Dahl).

## Reparto
- John Payne como Ben Grace.
- Rhonda Fleming como June Lyons.
- Arlene Dahl como Dorothy Lyons.
- Kent Taylor como Frank Jansen.
- Ted de Corsia como Solly Caspar.
- Lance Fuller como Gauss.
- Buddy Baer como Lenhardt.